# 주세페 시노폴리

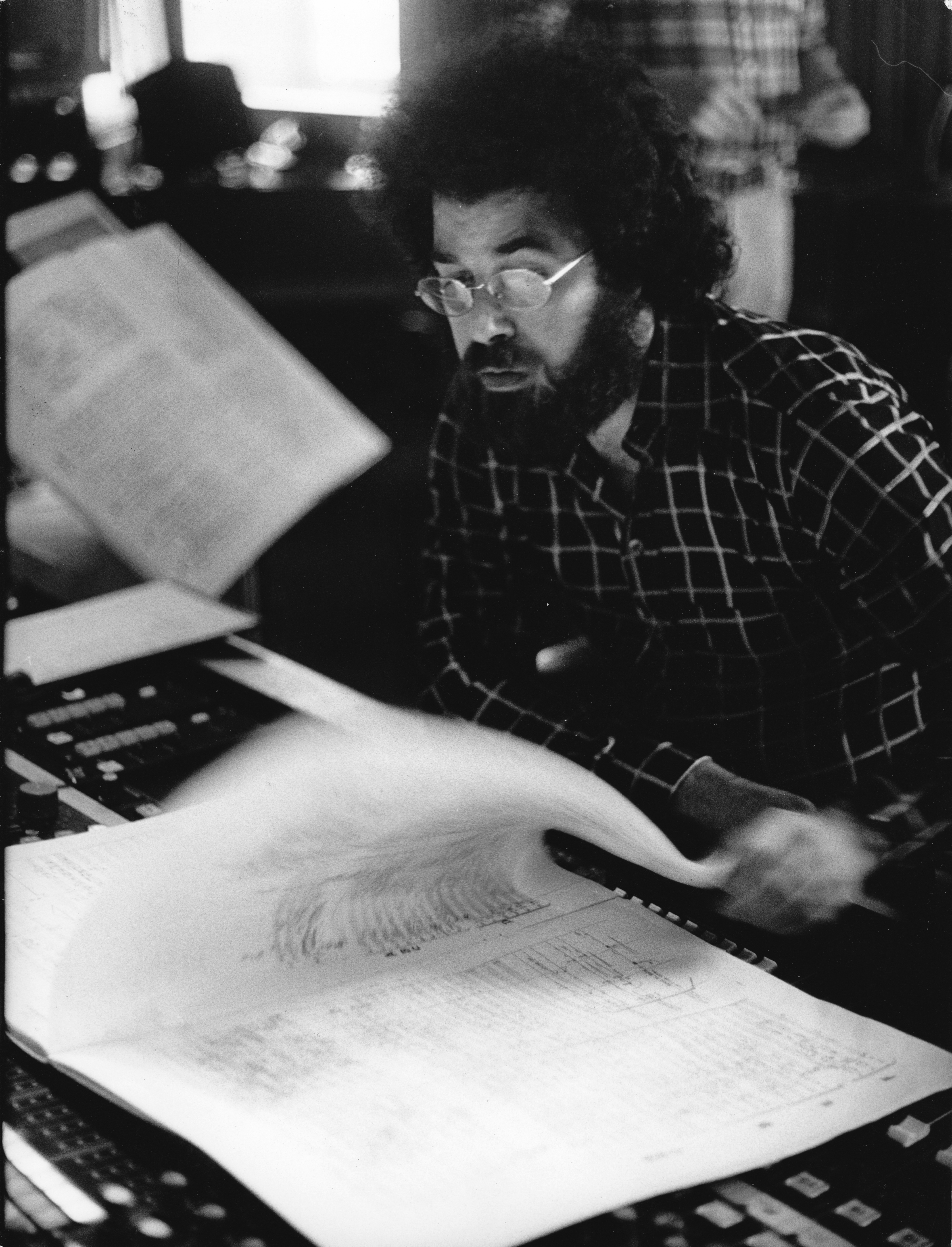

주세페 시노폴리(Giuseppe Sinopoli, Cavaliere di Gran Croce OMRI, 1946년 11월 2일 ~ 2001년 4월 20일)는 이탈리아의 지휘자이자 작곡가이다.

## 생애
시노폴리는 베네치아에서 태어났다. 어린 시절부터 음악을 공부했으며, 부모의 바람대로 파도바 대학교에서 의학을 전공하는 한편, 베네치아의 마르첼로 음악원(Conservatorio di Musica Benedetto Marcello di Venezia)에서 작곡을 공부했다. 마르첼로 음악원에서 브루노 마데르나로부터 교육을 받은 시노폴리는 스승의 영향으로 현대음악에 비중을 두게 되었다. 그는 파도바 대학교를 졸업하고 신경정신과 의사가 되었지만 병원에 들어가는 대신 다름슈타트에서 전자음악을 공부했으며 1972년 마르첼로 음악원의 교수가 되었다.
이후 그는 오스트리아 빈에서 한스 스바로프스키로부터 지휘를 배웠다. 의사 출신으로 독창적인 해석을 시도하여 주목을 받았으며, 여러 오페라 무대에서 활발한 활동을 했다. 1983년 ~ 1987년 산타 체칠리아 국립음악원 관현악단 음악감독, 1984년 ~ 1994년 필하모니아 오케스트라 수석 지휘자를 역임했으며, 1992년부터 드레스덴 국립 관현악단 수석 지휘자로 있었다. 베르디·바그너·리하르트 슈트라우스·말러 등의 오페라와 교향곡 지휘로 특히 유명했고 바이로이트 축제에 자주 출연했다. 이탈리아 현대 작곡가들의 작품도 활발히 소개하였다.
시노폴리는 역사학, 고고학, 인류학 등에도 깊은 관심이 있었고 자신이 좋아하는 중동과 근동의 고대 역사를 다룬 오페라 《아이다》와 《나부코》를 즐겨 연주했다. 시노폴리는 이집트어와 그리스어를 포함해 7개 국어를 구사했으며 여러 나라를 오가며 왕성한 활동을 하였다. 1995년에는 세종문화회관에서 첫 내한 공연을 열기도 했다. 그러나 2001년 4월 20일 베를린의 독일 국립 오페라에서 《아이다》를 지휘하던 중 3막의 아이다와 라다메스의 2중창 부분에서 갑자기 심근 경색으로 지휘봉을 떨어뜨리며 쓰러졌으며, 곧 병원으로 옮겨졌으나 54세로 세상을 떠났다.

## 서훈
- 1994년 이탈리아 공화국 공로 훈장 2등급(Grande Ufficiale OMRI)
- 1998년 이탈리아 공화국 공로 훈장 1등급(Cavaliere di Gran Croce OMRI)